# Bord-Saint-Georges
Bord-Saint-Georges település Franciaországban, Creuse megyében. Lakosainak száma 371 fő (2022. január 1.). Bord-Saint-Georges Auge, Gouzon, Lavaufranche, Lussat, Soumans, Toulx-Sainte-Croix, Trois-Fonds és Verneiges községekkel határos.

## Népesség
A település népességének változása:
| Lakosok száma | 568  | 435  | 343  | 358  | 356  | 355  | 353  | 351  | 358  | 371  |
|               | 1968 | 1982 | 1990 | 2006 | 2013 | 2015 | 2017 | 2019 | 2020 | 2022 |